# Saint-Michel-Labadié
Saint-Michel-Labadié is een gemeente in het Franse departement Tarn (regio Occitanie) en telt 84 inwoners (2009). De plaats maakt deel uit van het arrondissement Albi.

## Geografie
De oppervlakte van Saint-Michel-Labadié bedraagt 10,2 km², de bevolkingsdichtheid is dus 8,2 inwoners per km².
De onderstaande kaart toont de ligging van Saint-Michel-Labadié met de belangrijkste infrastructuur en aangrenzende gemeenten.

## Demografie
Onderstaande figuur toont het verloop van het inwonertal (bron: INSEE-tellingen).